# فريدريك ترمب
فريدريك ترمب (بالإنجليزية: Frederick Trump) (14 مارس 1869 - 27 مايو 1918) كان رجل أعمال أمريكي من أصل ألماني. أنفق ثروته في افتتاح مطاعم في منطقتي سياتل و مدينة حمى ذهب كلوندايك في كندا. بعد ذلك عاد إلى ألمانيا وهناك تزوج من إليزابيث كرايست ترمب، ولكن بعد ذلك أجبر على ترك وطنه وعاد إلى الولايات المتحدة.
وهو والد فريد ترمب، وجد رجل الأعمال والرئيس الخامس والأربعين للولايات المتحدة، دونالد ترمب.